# 46ª edizione dei Directors Guild of America Award
La 46ª edizione dei Directors Guild of America Award si è tenuta il 5 marzo 1994 al Beverly Hilton Hotel di Beverly Hills e al Russian Tea Room di New York e ha premiato i migliori registi nel campo cinematografico, televisivo e pubblicitario del 1993. La cerimonia di Beverly Hills è stata presentata da Carl Reiner, mentre quella di New York da Charlie Rose.
Le nomination per il cinema sono state annunciate il 24 gennaio 1994,, quelle per la tv il 31 gennaio 1994, mentre quelle per la pubblicità sono state annunciate il 2 febbraio 1994.

## Cinema

### Film
- Steven Spielberg – Schindler's List - La lista di Schindler (Schindler's List)
- Jane Campion – Lezioni di piano (The Piano)
- Andrew Davis – Il fuggitivo (The Fugitive)
- James Ivory – Quel che resta del giorno (The Remains of the Day)
- Martin Scorsese – L'età dell'innocenza (The Age of Innocence)

### Documentari[8]
- Barbara Kopple – Fallen Champ: The Untold Story of Mike Tyson (film tv)
- Shari Cookson – Skinheads USA: Soldiers of the Race War (film tv)
- Bruce Kuerten and John DiJulio – From Fields of Promise (film tv)
- Susan Raymond – I Am a Promise: The Children of Stanton Elementary School
- Susan Steinberg – American Masters per la puntata Paul Simon: Born at the Right Time (film tv)

## Televisione

### Serie drammatiche
- Gregory Hoblit – NYPD - New York Police Department (NYPD Blue)  per l'episodio Quindicesimo distretto (Pilot)
- Lou Antonio – La famiglia Brock (Picket Fences) per l'episodio The Dancing Bandit
- Charles Haid – NYPD - New York Police Department (NYPD Blue)  per l'episodio Confessioni a rischio (True Confessions)
- Eric Laneuville – NYPD - New York Police Department (NYPD Blue)  per l'episodio La promozione (From Hare to Eternity)
- Barry Levinson – Homicide (Homicide: Life on the Street) per l'episodio Partners (Gone for Goode)

### Serie commedia
- James Burrows – Frasier per l'episodio Il bravo figliolo (The Good Son)
- Peter Bonerz – Murphy Brown per l'episodio Angst for the Memory
- Tom Cherones – Seinfeld per l'episodio Vero o finto (The Mango)
- Michael Lange – Un medico tra gli orsi (Northern Exposure) per l'episodio Preghiera per qualcuno che abbiamo amato (Kaddish for Uncle Manny)
- Betty Thomas – Dream On per l'episodio Parto di Natale (Silent Night, Holy Cow)

### Film tv e miniserie
- Michael Ritchie – The Positively True Adventures of the Alleged Texas Cheerleader-Murdering Mom
- Emile Ardolino – Gypsy
- Robert Butler – Lois & Clark - Le nuove avventure di Superman (Lois & Clark: The New Adventures of Superman) per l'episodio pilota (prima e seconda parte) (Pilot (Part 1&2))
- Ian Sander – I'll Fly Away: Then and Now
- Roger Spottiswoode – Guerra al virus (And the Band Played On)

### Soap opera
- Jill Mitwell – Una vita da vivere (One Life to Live) per la 6356ª puntata
- Bruce S. Barry – Sentieri (Guiding Light) per l'11644ª puntata
- Joseph Behar – General Hospital per la 7819ª puntata
- Brian Mertes – Sentieri (Guiding Light) per l'11563ª puntata
- Michael Stich – Beautiful (The Bold and the Beautiful) per la puntata del 17 dicembre 1993

### Trasmissioni musicali e d'intrattenimento
- Jeff Margolis – 65ª edizione della cerimonia dei Premi Oscar
- Humphrey Burton – Leonard Bernstein Place
- Hal Gurnee – Late Night with David Letterman
- Louis J. Horvitz – Kennedy Center Honors
- Don Scardino – Tracey Ullman Takes On New York

## Pubblicità
- James Gartner – spot per FedEx (Applause; Golden Package), AT&T (Baseball & Piroshki)
- Mark Coppos – spot per UPS (Drivers; The Office), Reebok (Kick/Farmer-Patrick), MasterCard (Supermarket), Infiniti (Walkaround/Rehearsal)
- Daniel Duchovny – spot per Wachovia (Crown Account), Pine Street Inn (I'll Be Home For Christmas), Foundation Health (Otters), Harvard Community Health Plan (Scott)
- Peter Goldschmidt – spot per Air France (Speed of Sound)
- Joe Pytka – spot per Pepsi (Playground), Nike (Barkley of Seville)

## Premi speciali

### Premio D.W. Griffith
- Robert Altman

### Premio Frank Capra
- Peter A. Runfolo

### Premio Franklin J. Schaffner
- James Wall

### Robert B. Aldrich Service Award
- Burt Bluestein